# Sami El Sheshini
Sami Hussain El Sheshini (arabe : سامي الشيشيني) (né le 23 janvier 1972 en Égypte) est un joueur de football international égyptien, qui évoluait au poste de défenseur.

## Biographie

### Carrière en sélection
Avec l'équipe d'Égypte, il dispute 15 matchs (pour aucun but inscrit) entre 1994 et 1999. Il figure notamment dans le groupe des sélectionnés lors de la CAN de 1998.
Il dispute également les JO de 1992.

## Palmarès

### Palmarès en club
Zamalek
| - Championnat d'Égypte (3) : - Champion : 1991-92, 1992-93 et 2000-01. - Coupe d'Égypte (1) : - Vainqueur : 1998-99. - Finaliste : 1991-92. - Supercoupe d'Égypte (1) : - Vainqueur : 2001. |  | - Ligue des champions (2) : - Vainqueur : 1993 et 1996. - Finaliste : 1994. - Coupe d'Afrique des vainqueurs de coupe (1) : - Vainqueur : 2000. - Supercoupe de la CAF (2) : - Vainqueur : 1993 et 1996. - Coupe afro-asiatique des clubs (1) : - Vainqueur : 1997. |

### Palmarès en sélection
Égypte
- Coupe d'Afrique des nations (1) :
  - Vainqueur : 1998.